# Latitudargument
Latitudargument ({\displaystyle u}) är ett banelement som används för att specificera en satellits läge i en satellitbana. Latitudargumentet utgörs av summan av periapsisargument och sann anomali, enligt formeln
{\displaystyle u=\nu +\omega }
där {\displaystyle u} är latitudargumentet, {\displaystyle \nu } den sanna anomalin och {\displaystyle \omega } periapsisargument.